# Roelof van Baern

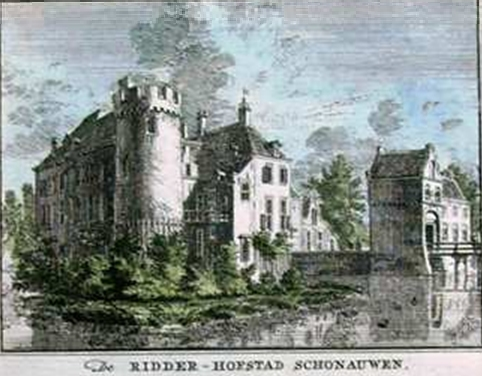
Kasteel Schonauwen in 1750

Roelof van Baarn (1455 - 9 april 1521) was een zoon van Roelof Albertsz van Baarn en Aleijd Jansdr van Schonauwen.
Van Baarn was vanaf 17 juli 1497 heer van Schonauwen, van 1501 tot 1509 schout en schepen van Utrecht en ridder.

## Huwelijk en kinderen
Hij trouwde in 1495 met Hadewich van Zoudenbalch (1460-ca. 1502). Zij was een dochter van Gerard Soudenbalch (voor 1431 - Kasteel Schoonhoven, 3 december 1483) burgemeester van Utrecht en diens vrouw uit tweede huwelijk Geertruid van Zuylen van Natewisch. Zij was een broer van Evert Zoudenbalch (1455-1530). Uit zijn huwelijk werd geboren:
- Joost van Baern (1490-1559) heer van Schonauwen